# Río Beni
Der Río Beni (früher: Uchapara) ist der linke, etwas größere Quellfluss des Rio Madeira, einem der rechtsseitigen Zuflüsse des Amazonasstroms.

## Flusslauf
Der Río Beni entspringt am Ostabhang der bolivianischen Cordillera Real („Königskordillere“). Sein Einzugsgebiet umfasst 280.000 km². Der Oberlauf des Río Beni, der Río Cotacajes, vereinigt sich bei San Miguel de Huachi mit dem Río Boopi zum Río Alto Beni und fließt von dort aus in nördlicher Richtung.
Bei der Doppelstadt Rurrenabaque und San Buenaventura, 1000 km oberhalb seiner Mündung, durchbricht der Fluss die letzten Bergriegel der östlichen Voranden auf seinem Weg in das Amazonastiefland.
Die aus dem Anden-Massiv ausgewaschenen Sedimente haben über Jahrmillionen hinweg zwischen dem Río Beni und dem weiter östlich gelegenen Río Mamoré ein ausgedehntes Schwemmlandplateau geschaffen, das jahreszeitlich immer wieder lokal überflutet wird und in dem sich jährlich geschätzte 100–150 Millionen Tonnen Sedimentmaterial ablagern.
160 km oberhalb seiner Mündung nimmt der Río Beni bei der Stadt Riberalta den hier deutlich größeren Río Madre de Dios auf. In manchen Karten wird dieser letzte Teil des Flusses als „Madre de Dios“ bezeichnet, offizielle bolivianische Karten weisen ihn jedoch als „Río Beni“ aus. Dieser letzte Flussabschnitt verbreitert sich selbst bei mittlerer Wasserführung (8.900 m³/s) auf bis zu zwei Kilometer. Nach einer Gesamtlänge von etwa 1.600 km vereinigt sich der Río Beni mit dem Río Mamoré (mittlere Wasserführung: 8.200 m³/s) zum Rio Madeira, dem mächtigsten Nebenfluss des Amazonas.

## Nutzung
Die Schiffbarkeit des Río Beni ist eingeschränkt, da 30 km oberhalb seiner Mündung bei der Ortschaft Cachuela Esperanza gewaltige Stromschnellen den Schiffsverkehr unterbrechen. In der Trockenzeit können Flutwellen hier eine Höhe von bis zu 8 Metern erreichen. Seitens der bolivianischen Regierung gibt es Pläne, durch den Bau eines Wasserkraftwerks an dieser Stelle den Fluss zu zähmen und Elektrizität für den Export nach Brasilien zu erzeugen.
Der Río Beni ist bekannt wegen seines hohen Goldgehalts, das in Form von Gold-Seifen vor allem aus den Zuflüssen des Oberlaufes bei Teoponte und Tipuani stammt.

## Die größten Nebenflüsse
Von den nachfolgend aufgeführten Nebenflüssen ist der Río Madre de Dios der bei weitem wasserreichste.
- Río Coroico (links)
- Río Tuichi (links)
- Río Emero (links)
- Río Madidi (links) (vgl. Nationalpark Madidi)
- Arroyo Verde (rechts)
- Río Ivon (rechts)
- Río Geneshuaya (rechts)
- Río Madre de Dios (links)
- Río Orthon (links)